# 近藤孝太郎
近藤 孝太郎（こんどう こうたろう、1897年3月24日 - 1949年11月6日）は、日本の社会運動家、著述家、芸術家。大正期から昭和20年代前半にかけて、郷里岡崎市の社会主義運動および文化活動を牽引した。

## 経歴

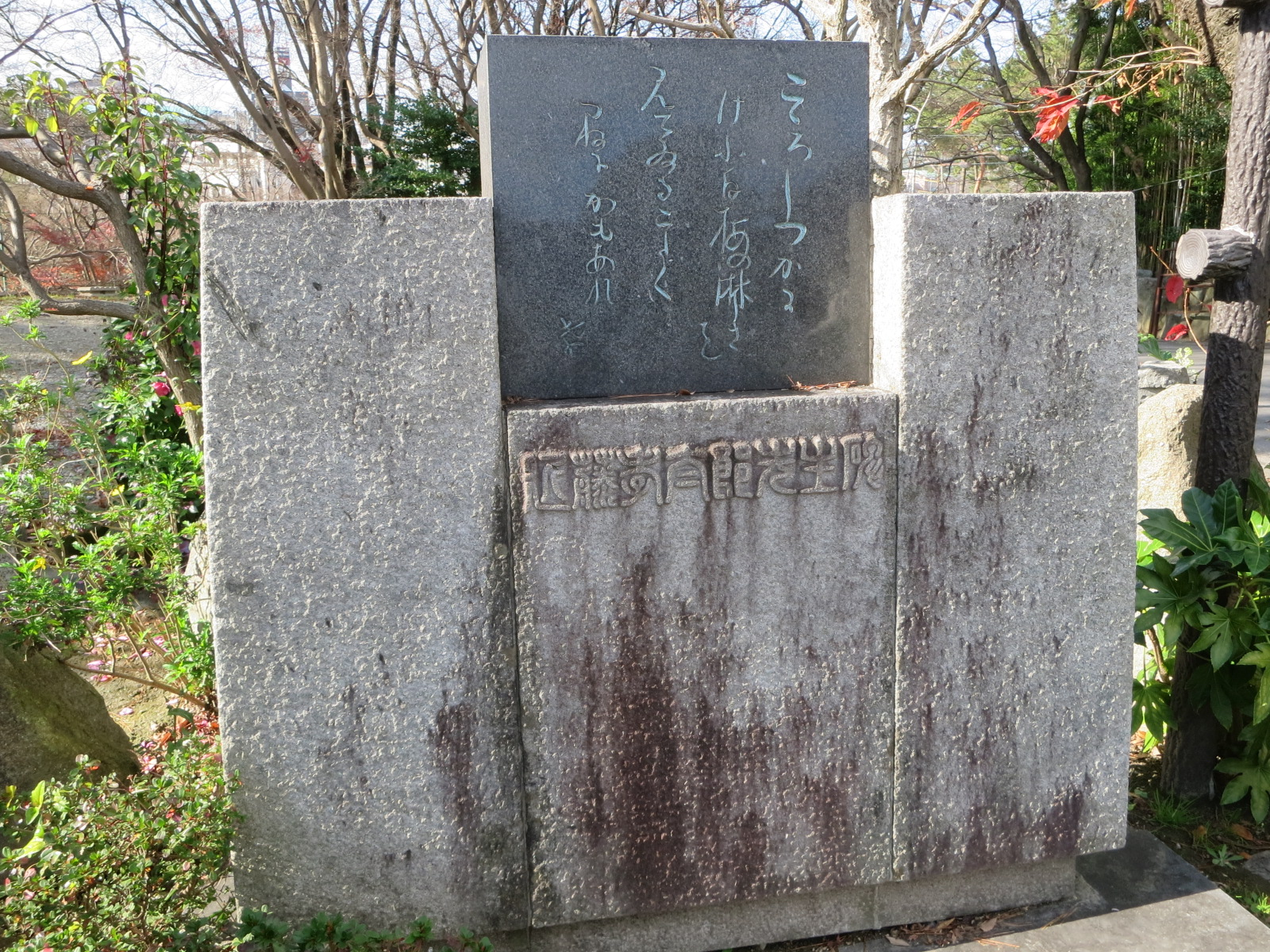
東公園内世尊寺にある近藤孝太郎の歌碑

愛知県額田郡常磐村大字米河内（現・岡崎市米河内町）の代々続く清酒醸造を業とする家に近藤伍三郎の長男として生まれ、祖母に育てられる。1914年（大正3年）、愛知県立第二中学校（現・愛知県立岡崎高等学校）卒業。芸術家になることを夢み、東京美術学校進学を希望するが父の反対にあい、やむなく東京高等商業学校（現・一橋大学）に進む。在学中から若山牧水に師事し「創作社」同人となった。この頃、府立一中の蔵原惟人、浅野晃らと同人誌『りらの花』（後『リラ』）発行。
1919年（大正8年）、同校卒業。同年、日本郵船会社に入社。翌1920年（大正9年）にニューヨーク支店勤務となる。この時期、ゴッホや舞踊に傾倒する。

### パリ時代
1921年（大正10年）9月に退社し、フランスへ渡る。パリで絵画、演劇を研究し、木下杢太郎らと交わった。とりわけセザンヌに傾倒し、ついに芸術家への道を歩み始める。
1922年（大正11年）6月に帰国。岡崎に戻りたまたま知遇を得た岡田撫琴に岡崎で美術展を開くことを主張。岡田はそれを本多敏樹市長に進言し、その結果1922年（大正11年）11月18日から28日までの期間、全国でも珍しい市による公募展である第1回「岡崎美術展」が開催された。同展覧会には近藤自身がパリで制作した「笛吹く人」をはじめ七点の油彩画を出品した。
その後上京、1923年（大正12年）、『グレゴリイ夫人戯曲集』の翻訳（翌年出版）その他の著述を行い新劇活動に邁進するうちに関東大震災に遭う。そのため帰郷し岡崎市立高等女学校（現・愛知県立岡崎北高等学校）絵画科嘱託教員となる傍ら、六供町の自宅からほど近い籠田町にアトリエを開く。

### 我々の会、新光会を設立
1925年（大正14年）、杉山新樹、山本鍬太郎らとともに「我々の会」を作り、洋画の展覧会を開き新人の育成に努める。同年2月、若山牧水を岡崎に招き、短歌頒布会を実施。3月には版画・詩・短歌の雑誌『版画』を創刊し、（第3号より詩・短歌雑誌『草原』と合併し『試作』と改名）、日本の創作版画運動に先駆的役割を果たした。このころ石彫刻を自ら試みるなど実作も行い始めた。
1927年（昭和2年）4月、愛知県岡崎師範学校の学生と洋画研究の会「新光会」を設立し、その指導に当たった。県立第二中学校の後輩で、『三河日報』の記者をしていた和田英一の影響もあり、この頃より社会主義思想への傾斜を深めて行く。絵や詩を教えるかたわら社会主義に関する読書会を行った。当時は訳本がなかったことから、自らマルクスの『賃労働と資本』やレーニンの『国家と革命』などを翻訳し、学生とガリ版刷のテキストで読み合った。
1928年（昭和3年）活動は芸術研究にとどまらず、秋に「マルクス主義研究会」を結成する。
1929年（昭和4年）7月19日、「新光会」のメンバーで岡崎師範学校生徒の畔柳治三雄らは防空演習の折、市内の電柱や板壁に帝国主義戦争に反対するビラを貼付。多数の生徒が退学処分となったこの事件において近藤も取り調べを受けたが、警察は近藤の直接関与はないと判断した。
同年7月、プロレタリア科学夏期大会に参加。受講後参加者により「プロレタリア科学友の会」が結成され、近藤は推されて会長に就任。プロレタリア科学友の会にもやがて当局の手が入り、1931年（昭和6年）、近藤は本富士警察署に検挙される。言語に絶する拷問が行われ「転向」を条件に釈放されたことを近藤は生前、盟友の山本鍬太郎に語っている。衰弱した体で米河内の実家に辿り着き、回復するまで岡崎にいた。
その後、上京までの2年間は社会的な活動を封印。澄子夫人と結婚。陶芸と茶道に親しみ加藤唐九郎と交流。1933年（昭和8年）の4月から岡崎市史編集事務嘱託として岡崎市立図書館・図書館長で恩師の柴田顕正の手助けを行う。
1934年（昭和9年）11月、上京。音楽新聞社に入り『音楽新聞』編集長となった。舞踏批評家として活躍し石井漠との論争や「写生論」で知られるようになる。また日本舞踊家の花柳徳兵衛らと交わる。舞踏劇『焔の御子』を執筆。同作品は青山圭男の演出、福田蘭堂の作曲、水の江瀧子の主演で1940年（昭和15年）に新橋演舞場で上演された。藝能団体の役員にもなった。
1937年（昭和12年）10月、東京石川島造船所に入社。産業報国文化部長となり青年労働者に絵を教え、文学を講じ、彼らの文化的向上に情熱を傾ける。しかし結果としてその赴くところ、熾烈な反戦思想の鼓吹となり、1945年（昭和20年）4月に再び検挙され、豊多摩刑務所に留置された。この間、僅かの自由を利用して、セザンヌ、ゴッホの評伝を翻訳出版するとともに、働く青年のための詩と絵画の啓蒙書（文部省推薦図書）を著すなどの文筆活動にも力を注いだ。

### 戦後の活動
敗戦の日8月15日に釈放。思想関係の投獄者たちは食事を減らされたため餓死寸前だったという。再び石川島の労働者のもとへ帰り、職場美術、自立演劇の運動を指導し、日本美術会、全日本職場美術協議会、東京都自立演劇協議会などの結成に重要な役割を果たした。傍ら、月島の自宅に労働者を集めて、絵画・文学研究とマルクス主義の講義を続けた。
同年暮れ、岡崎では文化協会設立の世話人会がもたれ、山本鍬太郎、竹内京治、杉山新樹、榊原金之助、天野末治、足立一平らが参集して案を練った。1946年（昭和21年）2月に日本共産党に入党。同月、岡崎文化協会（山本鍬太郎）が創立される。しかし活動が専門的、高踏的と批判されたことと急激な物価の値上がりで経済的に行き詰まったことで、協会の建て直し問題がおこる。そこへ近藤は自らペンをとって38ヶ条の会則を提示するなど援助の手をさしのべた。近藤と山本鍬太郎は文化協会演劇部の中に「葡萄座」を組織し8月に第一回公演「商船テナシテイ」を上演。岡崎地方における新劇活動の足場を作った。創刊間もない『東海新聞』1946年1月1日号に「戦争を後悔せよ」と題する評論の第1回分を寄稿。
1948年（昭和23年）9月、全日本産業別労働組合会議文化部に入り指導に当たる。機関誌『労働戦線』に幾多の述作を寄稿する。この年、戦後復興の第一回「岡展」を開催。また旧岡崎市立高等女学校講堂で「美術」について講演。細井三男ほか多数に多大の感銘を与える。
1949年（昭和24年）11月6日、心臓麻痺により死去。52歳没。近藤の墓は故郷の岡崎市米河内町字登りにある。ゴッホの墓を模したもので、墓碑銘は「白雲深處」。
近藤の妻だった澄子は、近藤の教え子の畔柳治三雄と再婚し横浜市で暮らした。なお、中日新聞社がまとめた『あいちの政治史』には、渋沢栄一の孫と記されている。
1950年（昭和25年）3月、日本美術会、職場美術協会などの主催により、東京・日比谷画廊にて「近藤孝太郎遺作展」を開催。遺作34点が出展される。
1960年（昭和35年）4月、没後10年を記念し、石川島時代の教え子（大橋忠治ら）や岡崎の親族・関係者の手によって、岡崎市東公園内の世尊寺に歌碑「心しずかにけふ白梅のさびしきを見ているごとくつねにかもあれ」が建立される。

## 著書・訳書
- 『働く者のための絵画』東洋書館、1942年11月。
- 『働く者の詩』東洋書館、1943年10月。
- オーガスタ・グレゴリー 著、近藤孝太郎 訳『グレゴリイ夫人戯曲集』新潮社、1924年2月。
- アンブロワーズ・ヴォラール 著、近藤孝太郎 訳『セザンヌ伝』改造社、1941年8月。
- エリザベス・ヴァン・ゴッホ 著、近藤孝太郎 訳『兄ゴッホの思ひ出』改造社、1942年9月。
- 『近藤孝太郎著作集』近藤孝太郎著作刊行会、1952年5月